# Bombový útok na baptistický kostel v Birminghamu 1963
Bombový útok na baptistický kostel na 16. ulici v Birminghamu byl rasisticky motivovaný teroristický čin. V neděli 15. září 1963 vybuchlo pod schodištěm kostela minimálně 15 náloží dynamitu, které zde umístili členové místního Ku-klux-klanu. Během tohoto útoku zemřely 4 dívky a dalších 23 lidí bylo vážně zraněno.
Vyšetřování vedené FBI odhalilo čtyři možné pachatele Thomase Edwina Blantona Jr., Hermana Franka Cashe, Roberta Edwarda Chamblisse a Bobbyho Franka Cherryho. Bylo však uzavřeno roku 1968 a žádná obvinění nebyla vznesena. Případ byl znovu otevřen až roku 1977 po smrti tehdejšího ředitele FBI J. Edgara Hoovera, který uzavření případu nařídil. Jeden z podezřelých Robert Edward Chambliss byl souzen a následně i usvědčen z vraždy prvního stupně jedné z obětí, 11leté Carol Denise McNair.
Útok na baptistický kostel v Birminghamu byl ve Spojených státech zlomovou událostí během afroamerického hnutí za občanská práva, která přispěla k prosazení Zákona o občanských právech z roku 1964. Ten zaručoval všem rovné volební právo, zakázal diskriminaci na základě rasy, náboženství, pohlaví nebo národního původu, a podpořil tím i případné zrušení segregace ve školách.

## Historické pozadí
Po občanské válce a zrušení otroctví panovala obava z rostoucího vlivu Afroameričanů. Od roku 1876 proto na území USA platila různá nařízení o rasové segregaci, tzv. zákony Jima Crowa. Tyto zákony vedly k vylučování „barevných” z veřejného života – pro Afroameričany byly zřizovány oddělené školy, nemocnice, prostředky veřejné dopravy atp.

### Birmingham
Město Birmingham v Alabamě bylo založeno v roce 1871 a rychle se stalo nejdůležitějším průmyslovým a obchodním centrem státu. V 60. letech se z něj ale stalo jedno z nejvíce rasově diskriminačních a segregovaných měst v Americe. Guvernérem Alabamy byl George Wallace, který byl otevřeným odpůrcem desegregace. Podobné názory zastával také městský policejní komisař Eugene „Bull“ Connor, jenž byl proslulý svou ochotou používat brutalitu v boji proti radikálním demonstrantům, členům odborů a všem občanům černé pleti. Zároveň měl Birmingham jednu z nejsilnějších a nejnásilnějších poboček Ku-klux-klanu. Jeden z nejvýznamnějších vůdců afroamerického hnutí za občanská práva Martin Luther King, Jr. označil Birmingham za „pravděpodobně nejvíce segregované město ve Spojených státech”. Právě kvůli síle bílé nadvlády aktivisté za občanská práva učinili z Birminghamu hlavní ohnisko jejich úsilí o desegregaci.

#### Birminghamská kampaň
Na jaře roku 1963 zahájili aktivisté v Birminghamu jednu z nejvlivnějších kampaní hnutí za občanská práva: Projekt C, lépe známý jako Birminghamská kampaň. Byl to začátek řady „stávek v sedě” (anglicky sit-ins), pochodů na radnici a bojkotů obchodníků v centru města na protest proti segregačním zákonům. V příštích několika měsících se pokojné demonstrace setkaly s násilnými útoky za použití vysokotlakých požárních hadic a policejních psů na muže, ženy i děti. Prezident John F. Kennedy později řekl: „Události v Birminghamu … natolik zvýšily volání po rovnosti, že se žádné město, stát ani zákonodárný orgán nemohou uvážlivě rozhodnout je ignorovat”. Demonstrace vedly k dohodě o integraci veřejných budov uzavřené 8. května 1963 s městskými úřady. Birminghamská kampaň je proto považována za jeden z hlavních bodů obratu v hnutí za občanská práva a za „začátek konce“ staletého boje za svobodu.

#### Kostel jako cíl

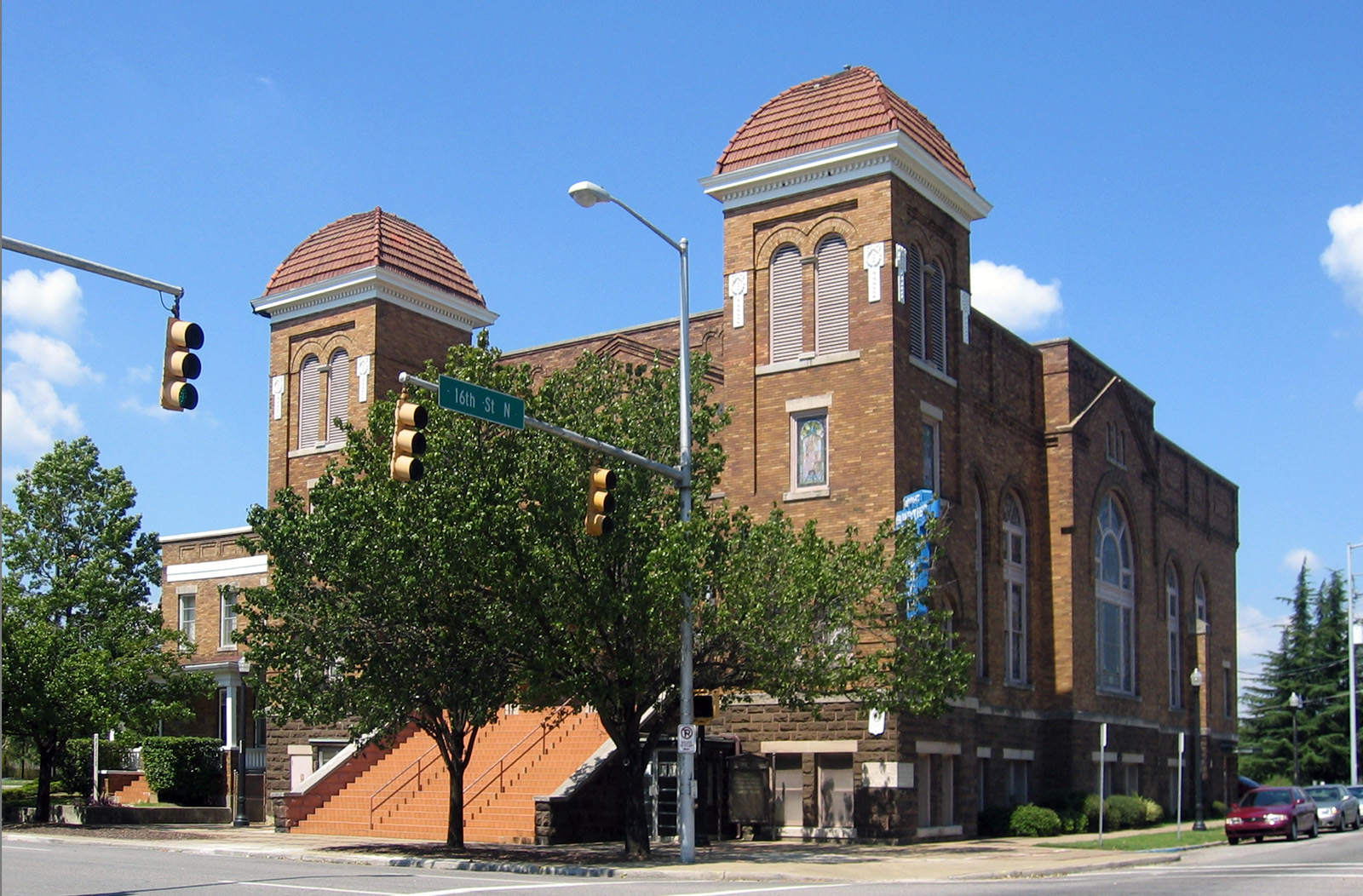
Baptistický kostel na 16. ulici (2005)

Baptistický kostel na 16. ulici byl velký a prominentní kostel nacházející se v centru města jen pár bloků od obchodní čtvrti v Birminghamu a radnice. Od svého založení v roce 1911 sloužil kostel jako středobod afroamerické komunity města a fungoval jako místo setkávání, společenské centrum a přednáškový sál. Vzhledem ke své velikosti, umístění a důležitosti pro komunitu sloužil kostel počátkem 60. let jako ústředí hromadných setkání a shromáždění hnutí za občanská práva. Kostel se stal výchozím bodem mnoha demonstrací, které se ve městě konaly.
Baptistická církev začala být mnohými považována za symbol afroamerického hnutí. Kostel se stal jak místem shromažďování aktivistů za občanská práva, tak ohniskem rasového napětí a nepřátelství vůči tomuto hnutí.

## Bombový útok

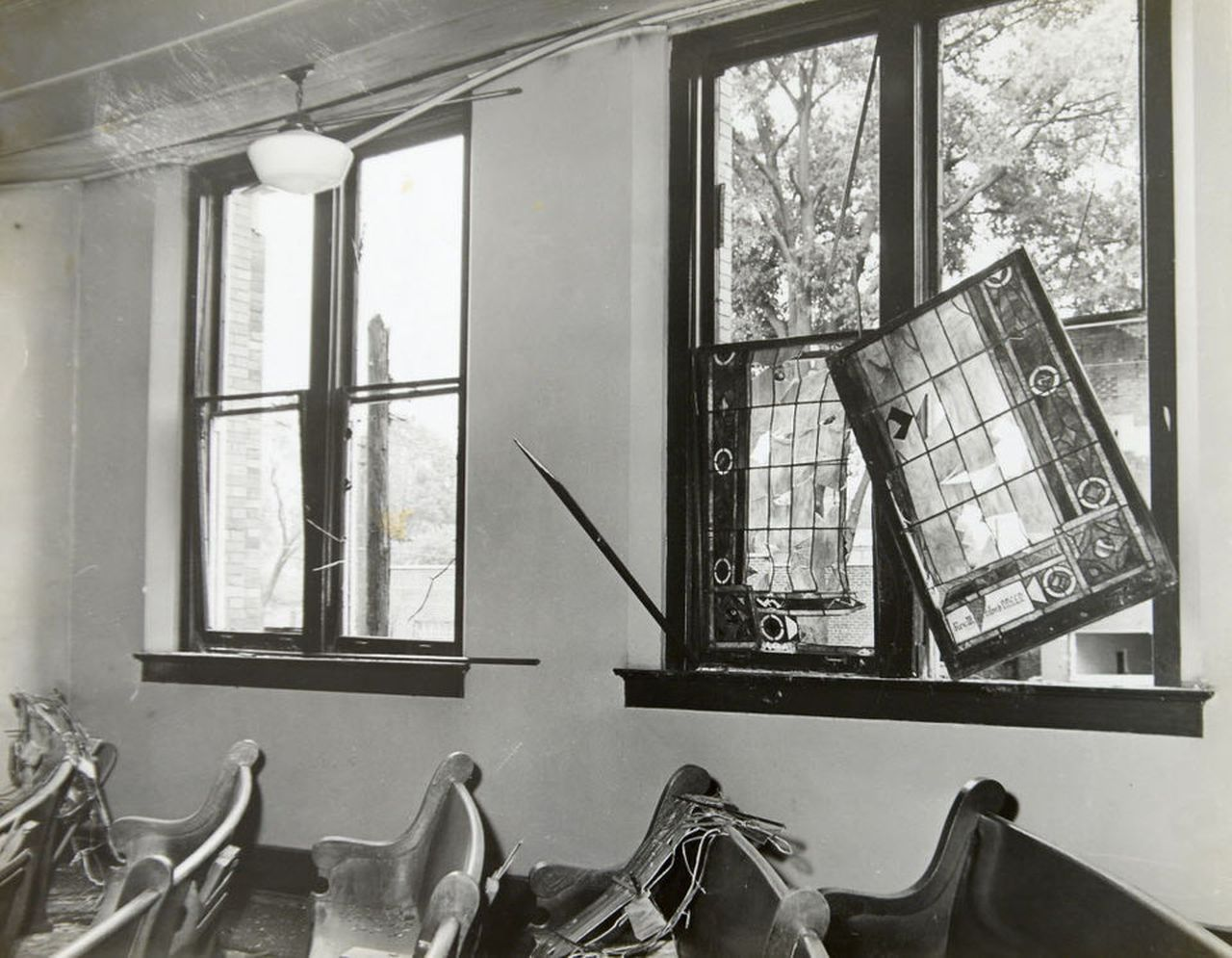
vnitřek kostela po výbuchu

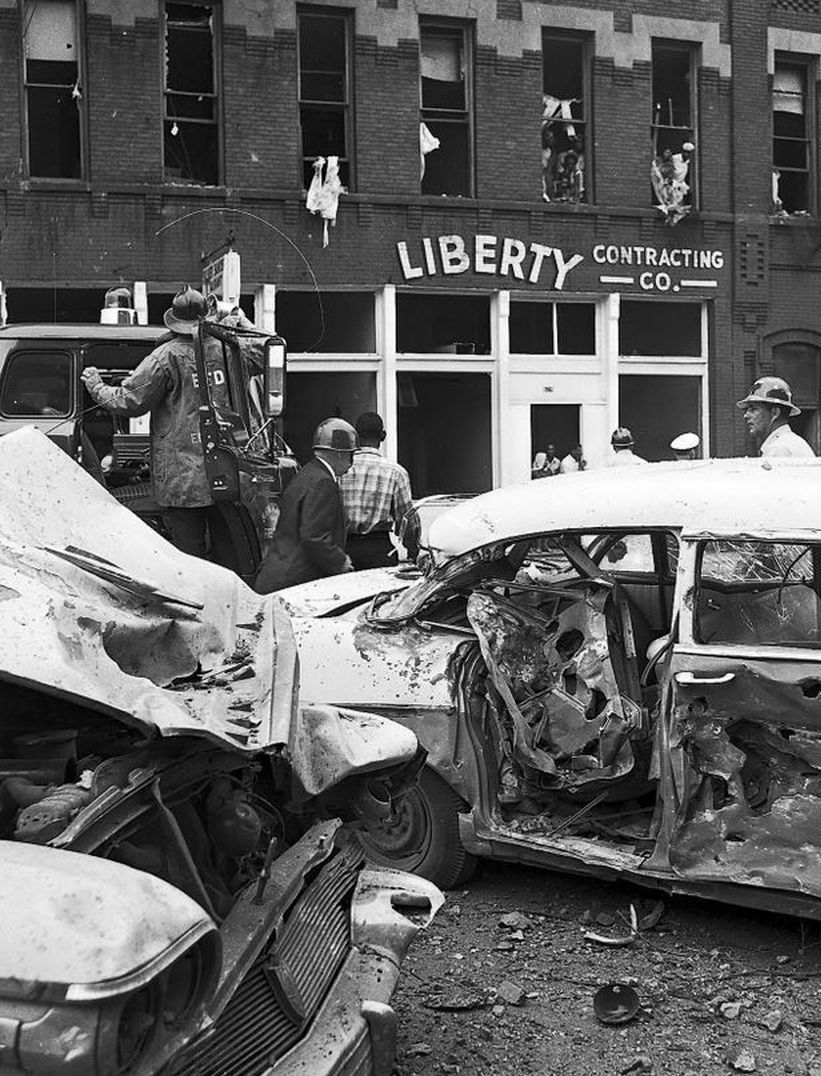
blízké okolí kostela

Dne 15. září 1963 v 10:22 ráno vybuchla bomba umístěná pod schody do kostela. Členové církve se účastnili hodin nedělní školy před zahájením bohoslužby v 11 hodin. Bomba explodovala na východní straně budovy, kde se v suterénu připravovalo pět dívek na bohoslužbu. Výbuch rozmetal část přední část kostela a narušil tak jeho konstrukci. Vnitřek budovy se zaplnil kouřem a zděšení farníci se rychle evakuovali. Pod hromadami trosek v suterénu kostela byla objevena těla čtyř dívek – Addie Mae Collins, Cynthie Wesley a Carole Robertson – ve věku 14 let a Denise McNair (věk 11 let). Výbuch byl tak intenzivní, že jedna z dívek byla sťata a její identifikace tak byla možná pouze podle jejího oblečení. Pátá dívka, Sarah Collins (mladší sestra Addie Mae Collins), při výbuchu přišla o pravé oko. Několik dalších lidí bylo zraněno.

### Nepokoje bezprostředně po útoku
Po útoku se na více místech po celém městě vzedmula vlna násilných útoků. Skupinky „černých” a „bílých” si vzájemně vyhrožovaly a došlo i na házení cihel po lidech a po projíždějících autech. Policie vyzývala občany, aby zůstali ve svých domovech, dokud nebudou trosky kostela důkladně prohledány. Z toho důvodu byla městská policie posílena o vojenské jednotky, které se snažily udržovat v ulicích klid. Během těchto nepokojů byl policií zastřelen 16letý černošský mladík Johny Robinson, který byl přistižen při vandalismu. Severně od města byl později ještě zastřelen 13letý chlapec Virgil Ware, který se projížděl na kole na předměstí. V noci z 15. na 16. září bylo policii nahlášeno pět požárů v černošských podnicích. Podle mluvčí policie byly tyto požáry založeny úmyslně, ale poměrně rychle se je podařilo dostat pod kontrolu a nikdo nebyl zraněn.
Aktivisté za občanská práva vinili guvernéra George Wallace, že vytvořil klima, které vedlo k vraždám. Týden před útokem poskytl Wallace rozhovor pro The New York Times, ve kterém uvedl, že Alabama potřebuje „několik pohřbů první třídy“, aby zastavila rasovou integraci.

### Pohřby[13]

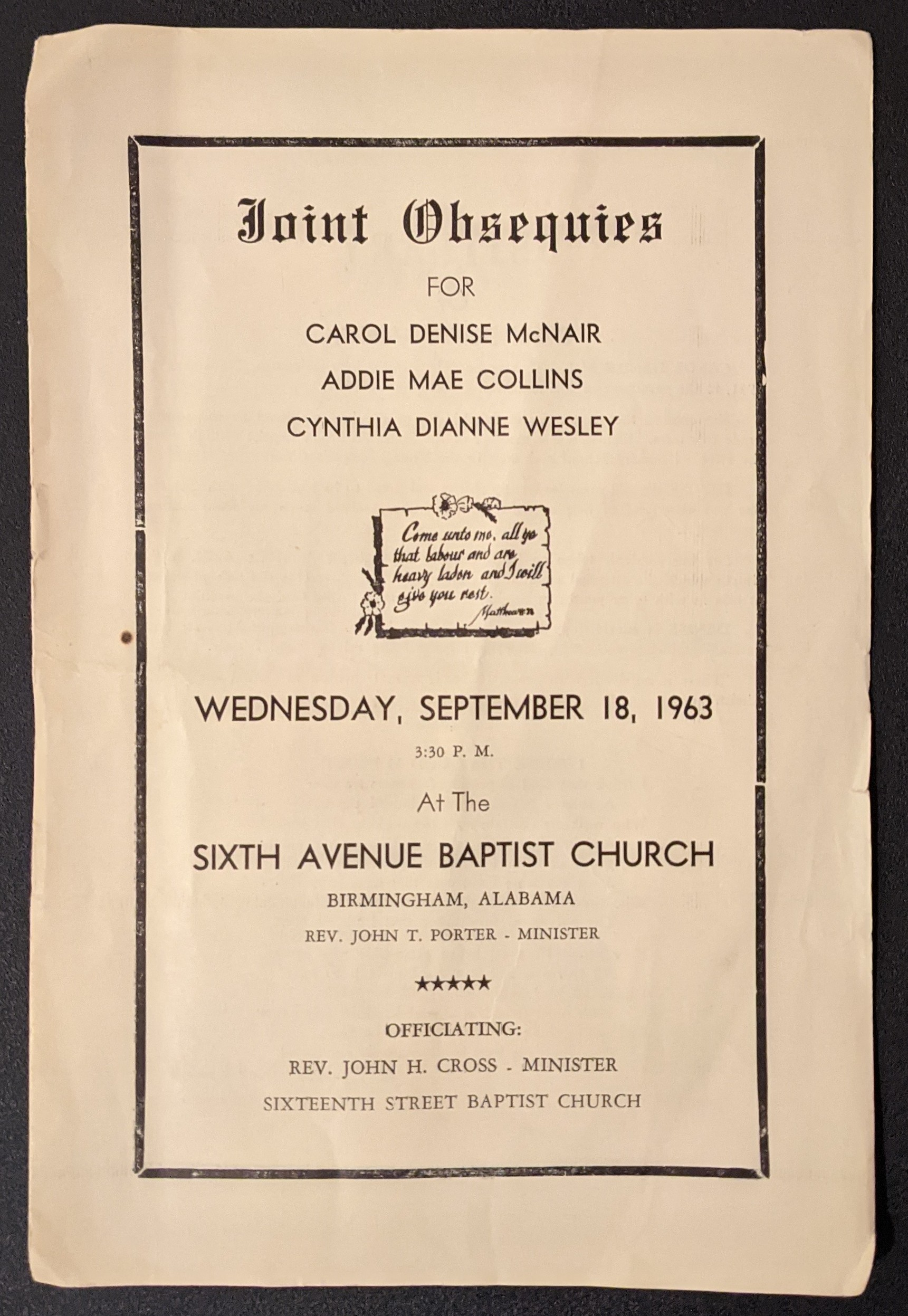
Program pohřebního obřadu za Addie Mae Collins, Cynthii Wesley, a Carol Denise McNair.

Rodina jedné z obětí, Carole Rosamond Robertson, si přála soukromý obřad. Dva dny po výbuchu, 17. září 1963, byla sloužena smuteční bohoslužba za Carol v kostele Africké metodistické biskupské církve sv. Jana. Obřadu se účastnilo více než 1600 lidí. Reverend C. E. Thomas, který sloužil mši během obřadu, promluvil ke kongregaci: „Největší poctou, kterou můžete Carole vzdát, je být klidný, milý, laskavý, být nevinný.”

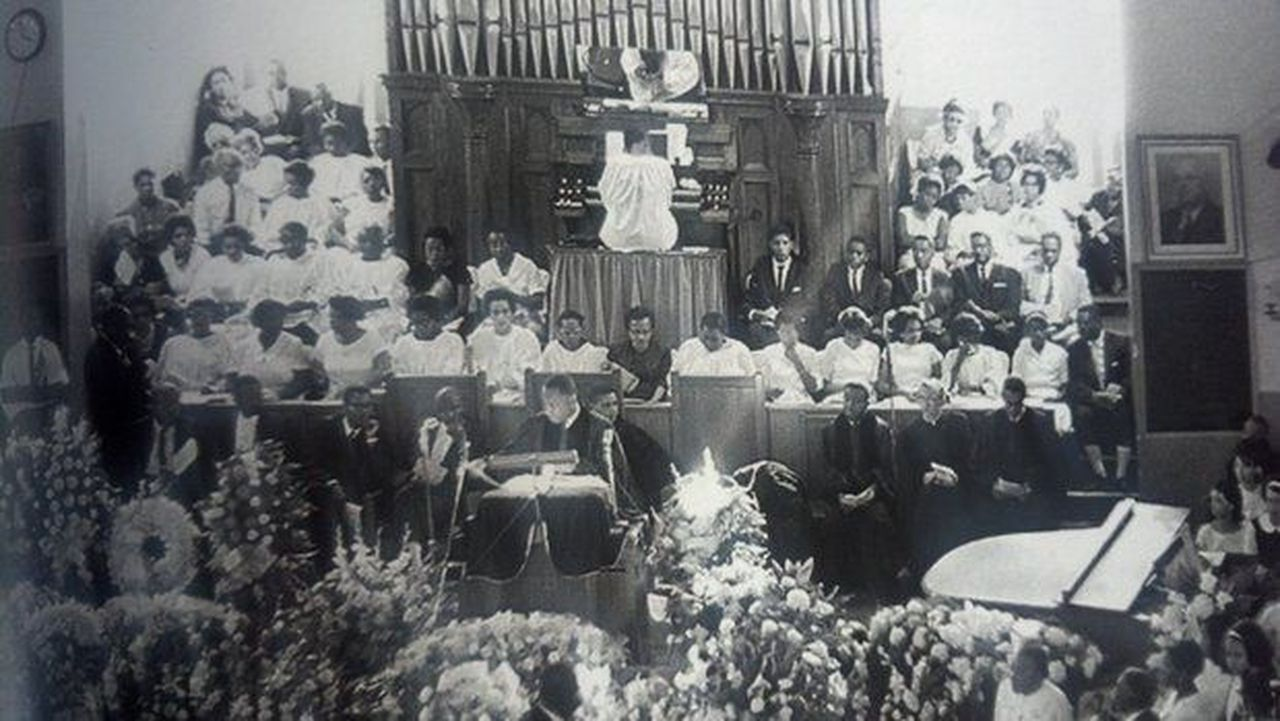
Pohřeb obětí bombového útoku

Den poté, 18. září 1963, se odehrál obřad pro ostatní oběti výbuchu – Cynthii Wesley, Addie Mae Collins a Denise McNair. Různé zdroje uvádějí, že se jej účastnilo na 3000–8000 truchlících. Byl mezi nimi i Martin Luther King, Jr. V projevu před samotným obřadem oslovil přítomné slovy: „I přes temnotu této hodiny nesmíme zatrpknout ... Nesmíme ztratit víru ve své bílé bratry. Život je těžký. Občas tak těžký jako ocel, ale dnes na něj nejste sami.”

## Vyšetřování
Počáteční vyšetřování bylo vedeno místní policií a FBI. Nejprve se kriminalisté domnívali, že bomba byla do kostela vhozena z kolem projíždějícího auta. Až 20. září bylo mezi troskami kostela objeveno několik drátů a kus červeného plastu, který pravděpodobně patřil k časovači bomby. Díky tomuto nálezu se vyšetřovatelé stavěli spíše k teorii dříve nastražené bomby.
Pozornost vyšetřovatelů se dále obracela na členy místního KKK, kteří se už v minulosti podobných útoků účastnili. Naposledy se tak stalo nastraženou bombou v domě afroamerického právníka Arthura Shorese 4. září 1963. Při tomto útoku nikdo nebyl zraněn. Bylo veřejným tajemstvím, že Robert Chambliss a ostatní členové „Cahaba Boys” (název místní odštěpené skupiny KKK) pohrdali snahami hnutí za občanská práva o rasovou integraci a baptistický kostel na 16. ulici jim tak byl trnem v oku. Několik svědků rovněž během vyšetřování uvedlo, že v ranních hodinách toho dne viděli muže, jehož popis odpovídal Bobu Chambilssovi. 29. září 1963 byl Robert Chambliss zatčen a později i obviněn z vraždy a z nákupu 122 náloží dynamitu, které byly nalezeny u něj doma. V říjnu 1963 byl Chambliss zbaven obvinění z vraždy a dostal pouze šestiměsíční trest odnětí svobody a pokutu 100 dolarů za držení dynamitu.
Dne 13. května 1965 dospěla FBI k názoru, že bombový útok mají na svědomí Blanton, Cash, Chambliss, a Cherry, ale tři roky nato (1968) uzavřela vyšetřování bez vznesení obvinění. J. Edgar Hoover, tehdejší ředitel FBI, známý pro svůj nepřátelský postoj k hnutí za občanská práva, nechal složky k případu zapečetit, a proto bylo vyšetřování případu odloženo až do jeho smrti.

### Obnovené vyšetřování 1971
Případ byl znovuotevřen až roku 1971, kdy byl do úřadu generálního prokurátora zvolen William Baxley. Spisy z původního policejního vyšetřování „byly většinou bezcenné“ a FBI se také zpočátku zdráhala spolupracovat. Až roku 1976 byly Baxleymu poskytnuty záznamy FBI o vyšetřování probíhajícím v letech 1963–1965. Bod obratu v případě nastal, když byl nalezen klíčový svědek – žena, která dokázala identifikovat auto zaparkované u kostela těsně před útokem, a hlavního podezřelého Roberta Chamblisse.

#### Soudní řízení - Robert Chambliss
Robert Chambliss, známý jako „Dynamite Bob”, byl již od počátku vyšetřování vedený jako hlavní podezřelý, především pro svůj postoj k afroamerickým spoluobčanům a pro jeho dovednost sestavovat bomby (odtud přezdívka). Věřilo se, že byl osobně zodpovědný za tucty bombových útoků v Birminghamu ve 40., 50. a 60. letech minulého století. Dne 24. září 1977 byl obviněn ze čtyř vražd, ale samotné soudní řízení se týkalo pouze případu vraždy jedné z dívek – Carol Denise McNair, kde se podle Baxleyho dal vystavět nejsilnější případ.
Před velkou porotou stanul Robert Chambliss 14. listopadu 1977. Klíčovým svědkem byla pro obžalobu reverendka Elizabeth Cobbs, Chamblissova neteř. Vypověděla, že den před samotným útokem se jí strýc svěřil, že ve svém držení má tolik dynamitu, že by dokázal srovnat polovinu Birminghamu se zemí. Zhruba týden po výbuchu prý také viděla, jak v televizi sleduje reportáž o obětech výbuchu. Během toho ho slyšela říci: „Ta [bomba] neměla nikomu ublížit … nevybuchla, když měla.“
O čtyři dny později, 18. listopadu 1977, byl Chambliss porotou shledán vinným a byl odsouzen k doživotnímu vězení. Ve vězení byl umístěn do samostatné cely, aby byl ochráněn před možnými útoky spoluvězňů.
Robert Chambliss zemřel v nemocnici Lloyda Nolanda 29. října 1985 ve věku 81 let.

### Znovuotevření případu 1995
V roce 1995, deset let poté, co Chambliss zemřel, FBI znovu obnovila vyšetřování bombového útoku. Po více než 30 letech byly znovuotevřeny všechny zapečetěné složky FBI z 60. let. Většina těchto dokumentů tedy nehrála žádnou roli během vyšetřování v 70. letech. V květnu 2000 FBI veřejně oznámila svá zjištění, že bombový útok na kostel na 16. ulici byl spáchán čtyřmi členy odštěpené skupiny KKK známé jako Cahaba Boys. Čtyři jedinci uvedení ve zprávě FBI byli Blanton, Cash, Chambliss a Cherry. Jeden z uvedených, Herman Cash, byl ale v době tohoto prohlášení již po smrti a byl tak jediným podezřelým, který nebyl za své činy stíhán. Thomas Blanton a Bobby Cherry byli zatčeni a začal se připravovat jejich soud. Souzeni byli odděleně, protože proces Cherryho byl pozdržen kvůli psychiatrickým nálezům. Podle těch trpěl Cherry vaskulární demencí a nebyl tedy kompetentní jakkoliv se hájit. V lednu 2002 soudce James Garrett rozhodl, že Cherry je mentálně způsobilý postavit se před soud a stanovil počáteční datum soudu na 29. dubna.

#### Soudní řízení – Thomas Edwin Blanton
Thomas Edwin Blanton byl postaven před soud v Birminghamu v Alabamě dne 24. dubna 2001. Prohlásil, že je nevinný a odmítl během procesu vypovídat.
Klíčovým důkazem byly nahrávky rozhovorů Blantona a jeho tehdejší ženy, kde slyšitelně zmiňuje nastražení bomby. Nahrávky byly pořízené FBI během počátečního vyšetřování v roce 1964, ale po uzavření vyšetřování byly na posledních 30 let zapečetěny a vyšetřovatelé k nim tedy neměli přístup.
Soud trval jeden týden. Obžaloba předvolala 7 svědků a obhajoba 2. Porota projednávala dvě a půl hodiny a poté se vrátila s verdiktem, v němž jej shledala vinným ze čtyř vražd prvního stupně a byl odsouzen k doživotnímu vězení.
Thomas Edwin Blanton zemřel ve vězení z neurčených příčin 26. června 2020.

#### Soudní řízení – Bobby Frank Cherry
Bobby Frank Cherry byl souzen v Birminghamu v Alabamě 6. května 2002.
Zásadní svědectví u Cherryho soudu přednesla jeho bývalá manželka, Willadean Brogdon. Vypověděla, že se jí Cherry chlubil, že on byl ten, kdo bombu umístil pod schody do kostela, poté se vrátil o několik hodin později, aby zapálil pojistku. Brogdon také vypověděla, že jí Cherry řekl o své lítosti nad tím, že při bombovém útoku zahynuly děti, a poté dodal své uspokojení, že se nikdy nebudou množit.
Odpoledne 22. května, poté, co porota projednávala téměř sedm hodin, byl Bobby Frank Cherry usvědčen ze čtyř vražd prvního stupně a odsouzen k doživotnímu vězení.
Bobby Frank Cherry zemřel na rakovinu 18. listopadu 2004 ve věku 74 let.

## Časová osa
| 15. 9. 1963   | - Při výbuchu bomby v baptistickém kostele na 16. ulici v Birminghamu v Alabamě byly zabity čtyři dívky. - Vypukly nepokoje a zabiti byli také dva afroameričtí chlapci, třináctiletý Virgil Ware a šestnáctiletý Johnny Robinson. - Guvernér Alabamy George Wallace vyslal do města 500 národních gardistů a 300 státních vojáků. Následujícího dne se k nim přidalo 500 policistů a 150 zástupců šerifů. |
| 16. 9. 1963   | - Prezident John F. Kennedy reagoval slovy: „Pokud tyto kruté a tragické události mohou probudit toto město a stát – pokud mohou probudit celý národ, aby si uvědomil pošetilosti rasové nespravedlnosti a nenávisti a násilí, pak není příliš pozdě na to, aby se všechny zúčastněné strany spojily v krocích k mírovému pokroku, než dojde ke ztrátě dalších životů.“ - Dr. Martin Luther King Jr. během tiskové konference v Birminghamu prohlásil, že americká armáda „by měla přijít do Birminghamu, převzít kontrolu nad tímto městem a řídit jej.“ |
| 17. 9. 1963   | - Proběhl pohřební obřad jedné z obětí Carol Robertson. |
| 18. 9. 1963   | - Pohřeb ostatních obětí bombového útoku – Cynthia Wesley, Addie Mae Collins a Denise McNair. |
| 1965          | - FBI objevuje první podezřelé: Bobby Frank Cherry, Thomas Blanton, Robert Chambliss a Herman Frank Cash, všichni členové Ku Klux Klanu. Kvůli nedostatku fyzických důkazů a neochotě svědků mluvit byli propuštěni a žádná obvinění nebyla vznesena. |
| 1976          | - Případ bombového útoku byl znovuotevřen alabamským generálním prokurátorem Billem Baxleym. |
| 26. 9. 1977   | - Robert Chambliss, 73 let, automechanik ve výslužbě, byl obžalován hlavní porotou v okrese Jefferson County ze čtyř vražd prvního stupně. |
| 15. 11. 1977  | - Druhý den soudu svědčila ve prospěch obžaloby Chamblissova neteř Elizabeth Cobb. Před útokem se jí strýc svěřil, že má „dost věcí odložených na zničení poloviny Birminghamu“. |
| 18. 11. 1977  | - Chambliss byl v souvislosti s bombovým útokem usvědčen z vraždy prvního stupně a odsouzen k doživotnímu vězení. |
| 1985          | - Robert Chambliss zemřel ve vězení ve věku 81 let. |
| 1994          | - Herman Cash zemřel, aniž by byl z bombového útoku obviněn. |
| červenec 1997 | - Případ byl znovuotevřen FBI s odvoláním na nové důkazy. |
| 16. 5. 2000   | - Velká porota v Alabamě obvinila Cherryho a Blantona ze spáchání čtyř vražd prvního stupně. |
| 1. 5. 2001    | - Thomas Blanton byl shledán vinným a odsouzen na doživotí. |
| 22. 5. 2002   | - Bobby Frank Cherry byl shledán vinným a odsouzen na doživotí. |
| 8. 11. 2004   | - Cherry zemřel ve vězení ve věku 74 let. |
| 20. 2. 2006   | - Baptistický kostel na 16. ulici byl prohlášen národní kulturní památkou. |
| 12. 9. 2013   | - Padesát let po bombovém útoku byly všem čtyřem dívkám, které zemřely, uděleny zlaté medaile Kongresu. |
| 14. 9. 2013   | - Byla odhalena socha čtyř dívek. Nachází se v parku Kelly Ingram, na rohu ulic Sixteenth Street North a Sixth Avenue North. |
| 26. 6. 2020   | - Blanton, poslední z útočníků, umírá ve vězení ve věku 82 let. |